# Gene Fisher
Gene Fisher is een professionele pokerspeler uit de Verenigde Staten. Hij heeft twee World Series of Poker titels op zijn naam staan. Zijn eerste won hij tijdens de World Series of Poker 1980 in een $1.500 No Limit Texas hold'em-toernooi. Dertien jaar later won hij zijn tweede titel.
Tijdens het Main Event van de World Series of Poker 1981 eindigde hij als derde na Perry Green en winnaar Stu Ungar. 
In zijn carrière heeft Fisher meer dan $1,2 miljoen bij elkaar gewonnen met toernooien.

## World Series of Poker bracelets
| Jaar | Toernooi                      | Prijs    |
| ---- | ----------------------------- | -------- |
| 1980 | $1.500 No Limit Texas hold'em | $113.400 |
| 1993 | $1.500 Seven-Card Stud Split  | $113.400 |